# Відділ Фаулера
Відділ Фаулера — австралійський виборчий відділ у штаті Новий Південний Уельс .

## Географія
З 1984 року межі федерального виборчого відділу в Австралії визначаються під час перерозподілу комітетом з перерозподілу, призначеним Австралійською виборчою комісією . Перерозподіли відбуваються для кордонів підрозділів у певному штаті, і вони відбуваються кожні сім років або раніше, якщо право представництва штату змінюється або коли підрозділи штату непропорційно розподілені. 

## Історія

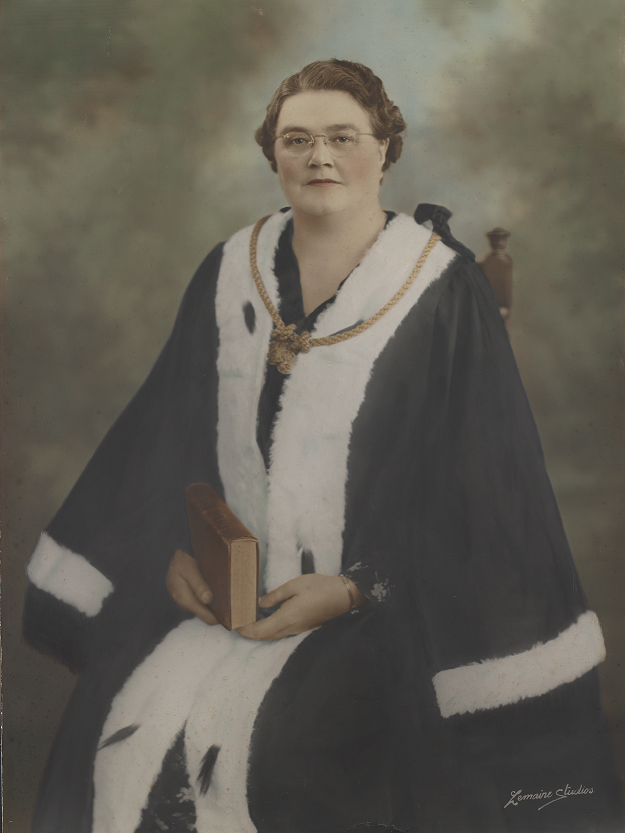
Lilian_Fowler, тезка дивізії

Відділ було створено в 1984 році і названо на честь Ліліан Фаулер, першої жінки-мера в Австралії.
До складу підрозділу входять передмістя Сіднея : Кабраматта, Кабраматта Вест, Кенлі-Хайтс, Чіппінг-Нортон, Еденсор-Парк, Ферфілд-Іст, Грінфілд-Парк, Ліверпуль, Сент-Джонс-Парк, Вейклі та Уорвік-Фарм ; а також частини Ебботсбері, Боннірігг, Босслі Парк, Кенлі Вейл, Каррамар, Ферфілд, Ферфілд Вест, Гілфорд, Мурбенк, Маунт Прітчард, Прерівуд і Йеннора .
Членом Фаулера від федеральних виборів 2010 року до федеральних виборів 2022 року був Кріс Хейс, член Лейбористської партії Австралії .

### Вибори 2022 року
Оголосивши, що він піде у відставку на федеральних виборах 2022 року, Хейс підтримав Ту Ле, місцевого адвоката, щоб він став його наступником. У фракційній суперечці щодо виграних місць у квитку в Сенат сенатор Крістіна Кеніллі кинулася з парашутом на вибори за «безпечне» місце, щоб вирішити суперечку. Це також дозволить Кеніллі працювати на міністерській або тіньовій передній лаві після виборів. Цей крок Кеніллі піддавався жорсткій критиці як у громаді, так і всередині партії за її рішення узурпувати позицію місцевого кандидата, оскільки Кеніллі жила на острові Шотландія на північних пляжах Сіднея, більше ніж за годину їзди від електорату.
Дай Ле, місцева незалежна кандидатка, яка обіймала посаду заступника мера міської ради Ферфілда, оголосила про свій намір балотуватися на місце. Дай Ле була членом Ліберальної партії на початку своєї кар'єри, поки її не виключили з партії, оскільки її заявка на посаду мера порушила партійні правила щодо балотування проти затвердженого кандидата. 
Дай Ле виграла місце після серйозного розмаху проти лейбористів. Дещо вищий перший голос Кеніллі був недостатньо високим, щоб перешкодити Лі виграти за двома партіями. Права Ліберальна партія, Об’єднана Австралія, Єдина нація та Ліберальні демократи перейшли до Ле, тоді як невеликої кількості голосів зелених і виборців, які не дотримуються типового потоку переваг справа наліво, було недостатньо, щоб утримати його в руках лейбористів. Це був перший раз, коли лейбористи втратили місце після 13 перемог поспіль.

## Демографічні показники (перепис 2016 р.)

### Населення
У 2016 році населення відділу Фаулера становило 165 164 особи.
| Люди Підрахунок осіб здійснювався за місцем звичайного проживання на ніч перепису | Фаулер  | %    |
| --------------------------------------------------------------------------------- | ------- | ---- |
| Чоловіки                                                                          | 80 936  | 49.3 |
| Жінки                                                                             | 83 295  | 50.7 |
| Аборигени та/або жителі островів Торресової протоки                               | 1333    | 0.8  |
| Всього                                                                            | 165,164 | 100  |

Відділ Фаулера є однією з найбільш мультикультурних громад Австралії з дуже високим відсотком мігрантів і австралійців першого покоління. За даними Австралійського перепису 2016 року, розбивка країн народження була;
| Країна народження                 | Фаулер | %    |
| --------------------------------- | ------ | ---- |
| Австралія                         | 65 666 | 40,0 |
| Інші найкращі відповіді           |        |      |
| В'єтнам                           | 24 999 | 15.2 |
| Ірак                              | 11 246 | 6.8  |
| Камбоджа                          | 5568   | 3.4  |
| Китай (за винятком САР і Тайваню) | 3577   | 2.2  |
| Індія                             | 2589   | 1.6  |

Виділяється висока мультикультурність населення Фаулера в порівнянні з загальним населенням Австралії. У 76,1% населення Фаулера обидва батьки народилися за кордоном. У той час як загальний відсоток усіх австралійців, обидва з батьків яких народилися за кордоном, становить 47%.
| Країна народження батька та/або матері, зазначені відповіді | Фаулер  | %    | Новий Південний Уельс | %    | Австралія  | %    |
| ----------------------------------------------------------- | ------- | ---- | --------------------- | ---- | ---------- | ---- |
| Обидва батьки народилися за кордоном                        | 124 918 | 76.1 | 2,764,170             | 37,0 | 8,051,196  | 34.4 |
| Батько тільки народився за кордоном                         | 5448    | 3.3  | 458 394               | 6.1  | 1 488 092  | 6.4  |
| Мати тільки народилася за кордоном                          | 3991    | 2.4  | 325 182               | 4.3  | 1,094,591  | 4.7  |
| Обидва з батьків народилися в Австралії                     | 18 096  | 11.0 | 3,399,725             | 45.4 | 11 070 538 | 47.3 |

### Середній тижневий дохід
Середній тижневий особистий дохід для людей віком від 15 років у Фаулері (виборчий округ Співдружності) становив 452 долари США.
| Середній тижневий дохід Люди віком від 15 років | Фаулер | %  | Новий Південний Уельс | %  | Австралія | %  |
| ----------------------------------------------- | ------ | -- | --------------------- | -- | --------- | -- |
| Особистий                                       | 452    | -- | 664                   | -- | 662       | -- |
| Сім'я                                           | 1275   | -- | 1780                  | -- | 1734      | -- |
| Домашнє господарство                            | 1212   | -- | 1486                  | -- | 1438      | -- |

### Працевлаштування
За тиждень до ночі перепису у Фаулері (виборчому відділі Співдружності) було 66 978 осіб, які повідомили про те, що вони були робітниками. З них 56,7% були зайняті на повний робочий день, 27,7% – неповний робочий день і 10,5% були безробітними. Безробіття значно вище, ніж у штаті Новий Південний Уельс 6,3% і в національному показнику 6,9%
| Працевлаштування Люди, які повідомили, що вони працюють, віком від 15 років | Фаулер | %    | Новий Південний Уельс | %    | Австралія | %    |
| --------------------------------------------------------------------------- | ------ | ---- | --------------------- | ---- | --------- | ---- |
| Працювали повний робочий день                                               | 37 975 | 56.7 | 2,134,521             | 59.2 | 6,623,065 | 57.7 |
| Працювали неповний робочий день                                             | 18 565 | 27.7 | 1,071,151             | 29.7 | 3,491,503 | 30.4 |
| Перерва у роботі                                                            | 3425   | 5.1  | 174 654               | 4.8  | 569 276   | 5.0  |
| Безробітні                                                                  | 7013   | 10.5 | 225 546               | 6.3  | 787 452   | 6.9  |

## Члени
|  | Зображення | Член                  | Партія     | Термін                                        | Примітки |
|  | ---------- | --------------------- | ---------- | --------------------------------------------- | --- |
|  |            | Тед Грейс (1931–2020) | Праця      | 1 грудня 1984 р. - </br> 31 серпня 1998 року  | на пенсії |
|  |            | Джулія Ірвін (1951–)  | Праця      | 3 жовтня 1998 р. – </br> 19 липня 2010 року   | на пенсії |
|  |            | Кріс Хейс (1955–)     | Праця      | 21 серпня 2010 р. – </br> 11 квітня 2022 року | Раніше займав дивізію Верріви . Обіймав посаду головного урядового батога в палаті під керівництвом Гілларда і Радда . на пенсії |
|  |            | Дай Ле (1968–)        | Незалежний | 21 травня 2022 року – </br> присутній         | Діючий |

## Зовнішні посилання
- Відділ Фаулера - Австралійська виборча комісія [Архівовано 9 березня 2011 у Wayback Machine.]